# Paolo Pedretti
Mario Paolo Pedretti (22 de janeiro de 1906 — 22 de fevereiro de 1983) foi um ciclista italiano que participava em competições de ciclismo de estrada e pista. Foi ativo durante as décadas de 20 e 30 do século XX.

## Carreira
Integrou à equipe italiana nos Jogos Olímpicos de 1932 em Los Angeles, nos Estados Unidos, conquistando a medalha de ouro na prova dos 4000 m perseguição por equipes, juntamente com Nino Borsari, Marco Cimatti e Alberto Ghilardi.